# 波克里區
波克里區（西班牙語：Distrito de Pocrí），是巴拿馬的一個行政區，位於該國中南部，由洛斯桑托斯省負責管轄，始建於1736年，面積280平方公里，海拔高度15米，2010年人口3,259，人口密度每平方公里11.64人。